# Баба (мыс)
Баба́ (тур. Baba) — мыс на северо-западе полуострова Малая Азия, в Турции, выступает в Эгейское море. Самая западная оконечность Азии. У мыса находится деревня Бабакале.

## История
- 31 мая 1828 года флот восставшей Греции потопил здесь 2 османских корвета, вставших под прикрытие крепости (Бой у мыса Баба).
- 8 марта 1915 года мимо мыса Баба проходил немецкий миноносец «Тимур-Хиссар»[5].
- Близ мыса Баба 19 декабря 1941 года затонул танкер «Варлам Аванесов», находившийся при выполнении приказа Государственного Комитета Обороны по прорыву из Чёрного моря на Дальний Восток[6].